# Richard Knopper
Richard Knopper (Rijswijk, 29 agosto 1977) è un allenatore di calcio ed ex calciatore olandese, di ruolo centrocampista.

## Palmarès

### Club

#### Competizioni nazionali
- Campionato olandese: 2

Ajax: 1997-1998, 2001-2002
- Coppa dei Paesi Bassi: 2

Ajax: 1998-1999, 2001-2002